# Johannes Ehrmann
Johannes Ehrmann (* 1983 in Saarbrücken) ist ein deutscher Journalist und Schriftsteller.

## Leben und Wirken
Sein Studium der Geschichte und Nordamerikastudien in Berlin und Philadelphia schloss Ehrmann 2007 mit einem Master of Arts an der University of Pennsylvania ab. Seitdem arbeitet er als freier Journalist und Autor in Berlin. Für die Autorenschaft beim 11-Freunde-Liveticker bekam Ehrmann 2013 den Grimme Online Award verliehen. Für seinen im Tagesspiegel erschienenen Reportage-Essay „Wilder, weiter, Wedding“ erhielt er 2014 den Theodor-Wolff-Preis der deutschen Zeitungen.
2016 erschien  im Eichborn Verlag Ehrmanns Debütroman Großer Bruder Zorn über den Berliner Stadtteil Wedding. Jens Bisky verglich den Roman in der Süddeutschen Zeitung mit Jörg Fausers Das Schlangenmaul und lobte die verwendete „Sprechsprache, die einen eigenen Sog entwickelt, die Kraft hat“. Das Hörbuch zum Roman las David Nathan ein. Im Juli 2017 erschien das Buch Die Winzigkeit des Glücks, ein Brief des Autors an seine Zwillingstöchter.
Johannes Ehrmann ist aktives Mitglied der Autoren-Nationalmannschaft (Autonama).

## Werk (Auswahl)
- Großer Bruder Zorn. Roman. Eichborn, Köln 2016, ISBN 978-3-8479-0601-8
- Die Winzigkeit des Glücks: Brief an meine Töchter. Eichborn, Köln 2017, ISBN 978-3-8479-0034-4
- Turbo – Mein Wettlauf mit dem Fußballgeschäft (mit Andreas Buck). Klett-Cotta Verlag, Stuttgart 2020, ISBN 978-3-608-50469-9
- Söhne der Freiheit: Eine deutsche Einwandererfamilie und die Gründung der Vereinigten Staaten, Klett-Cotta Verlag, Stuttgart 2023, ISBN  978-3-608-98718-8